# Metriochroa fraxinella
Metriochroa fraxinella là một loài bướm đêm thuộc họ Gracillariidae. Nó được tìm thấy ở Nhật Bản (Honshū, Kyūshū và the Ogasawara Islands).
Sải cánh dài 5.2-8.2 mm. Có ít nhất 2 đợt trưởng thành một năm ở temperate Japan (Honsyu và Kyusyu), because adults are on wing in summer (from tháng 6 đến tháng 7) và in autumn (from cuối tháng 9 đến đầu tháng 10).
Ấu trùng ăn Fraxinus species (bao gồm Fraxinus sieboldiana), Ligustrum japonicum và Ligustrum micranthum. Chúng ăn lá nơi chúng làm tổ.